# Белкучи
Белкучи (бенг. েবলকিুচ, англ. Belkuchi) — город на севере Бангладеш, административный центр одноимённого подокруга. Площадь города равна 5,75 км². По данным переписи 2001 года, в городе проживало 11 230 человек, из которых мужчины составляли 53,23 %, женщины — соответственно 46,77 %. Плотность населения равнялась 1953 чел. на 1 км². Уровень грамотности населения составлял 37,6 % (при среднем по Бангладеш показателе 43,1 %).